# Taylor Hawkins
Oliver Taylor Hawkins (17 februarie 1972, Fort Worth, Texas, Statele Unite Ale Americii – 25 martie  2022, Bogotá, Columbia) a fost un muzician american, cunoscut ca bateristul trupei rock Foo Fighters, cu care a înregistrat opt albume de studio între 1999 și 2021. Înainte de a se alătura trupei în 1997, a fost bateristul în turneu pentru Sass Jordan și pentru Alanis Morissette, precum și bateristul în trupa experimentală progresivă Sylvia. Hawkins a fost inclus în Rock and Roll Hall of Fame în 2021 ca membru al Foo Fighters. A fost votat „Cel mai bun toboșar rock” în 2005 de revista britanică de tobe Rhythm.

## Biografie
Oliver Taylor Hawkins s-a născut în Fort Worth, Texas, pe 17 februarie 1972. Frații lui Hawkins sunt fratele său, Jason și sora lui, Heather. A absolvit Liceul Laguna Beach în 1990.

## Carieră
Hawkins a cântat în trupa Sylvia din Orange County înainte de a deveni bateristul Sass Jordan. Din iunie 1995 până în martie 1997, Hawkins a fost bateristul lui Alanis Morissette în turneul susținând „Jagged Little Pill” și Can't Not Tour . A apărut în videoclipurile pentru „You Oughta Know”, „All I Really Want” și „You Learn”. A apărut și pe VHS/DVD-ul lui Morissette „Jagged Little Pill, Live” (1997).
După un turneu în primăvara lui 1996, Foo Fighters a intrat într-un studio Seattle cu producătorul Gil Norton pentru a-și înregistra al doilea album. Muzicianul Dave Grohl l-a sunat pe Hawkins, o cunoștință la acea vreme, căutându-i recomandările pentru un nou baterist să se alăture trupei. Trupa a anunțat că Hawkins va fi noul său baterist pe 18 martie 1997. Pe lângă baterie cu Foo Fighters, Hawkins s-a oferit și la voce, chitară și pian la diferite înregistrări. A interpretat vocea principală pe o versiune a piesei, Have a Cigar de la Pink Floyd. Au fost lansate două versiuni ale cântecului, una ca față B pentru „Learn to Fly” și alta pe albumul de coloană sonoră „’Mission: Impossible 2’’. Mai târziu, a cântat vocea principală la „Cold Day in the Sun” din „’In Your Honor”, care a fost lansat ulterior ca single, precum și un cover al Cream, care a apărut ca fața B a „DOA” și pe EP-ul, Five Songs. 
A cântat vocea principală la unele melodii în timpul spectacolelor live ale Foo Fighters, cum ar fi un cover al piesei „Somebody To Love” de la Queen concert cu trupa. Ultima interpretare a lui Hawkins cu Foo Fighters înainte de moartea sa a fost la festivalul Lollapalooza Argentina, pe 20 martie 2022.

## Viața personală
Hawkins a făcut supradoză de heroină în august 2001, ceea ce l-a lăsat în comă timp de două săptămâni. Hawkins și soția sa, Alison, s-au căsătorit în 2005. Unirea familiei a rezultat în trei copii: Oliver, Annabelle și Everleigh.

## Discografie
- There Is Nothing Left to Lose (1999)
- One by One (2002)
- In Your Honor (2005)
- Taylor Hawkins and the Coattail Riders (2006)
- Echoes, Silence, Patience & Grace (2007)
- Good Apollo, I'm Burning Star IV, Volume Two: No World for Tomorrow (2007)
- Red Light Fever (2010)
- Wasting Light (2011)
- The Birds of Satan (2014)
- Sonic Highways (2014)
- Saint Cecilia (2015)
- Kota (EP) (2016)
- Concrete and Gold (2017)
- Get the Money (2019)
- Medicine at Midnight (2021)
- Intakes & Outtakes (EP) (2022)

## Decesul
Pe 25 martie 2022, a fost făcut un apel pentru serviciile de urgență de la hotelul Casa Medina din Bogotá, Columbia, deoarece Hawkins suferea de dureri în piept în camera lui de hotel. Personalul sanitar a sosit și l-a găsit pe Hawkins nerăspunzând; au efectuat manevre de resuscitare, dar Hawkins a fost declarat mort la fața locului.Nu a fost dată imediat cauza morții, dar a doua zi, autoritățile columbiene au anunțat că un test preliminar de toxicologie urinară a indicat că Hawkins avea zece substanțe în sistemul său când a fost găsit mort, inclusiv opioide, benzodiazepine, antidepresive triciclice , și THC, compusul psihoactiv din canabis.